# هابارادووا غربی
هابارادووا غربی (به لاتین: Habaraduwa West) یک منطقهٔ مسکونی در سری‌لانکا است که در استان جنوبی (سری‌لانکا) واقع شده‌است.